# Mathilde Lejeune-Jehle
Mathilde Lejeune-Jehle (* 12. Februar 1885 in Rheinfelden; † 29. Januar 1967 in Zumikon) war eine Schweizer Lehrerin, Pazifistin und Bildungspolitikerin. Während des Zweiten Weltkriegs setzte sie sich für eine menschlichere Flüchtlingspolitik der Schweiz ein.

## Leben
Nach dem Besuch des Lehrerinnenseminars Aarau, der Vorläuferorganisation der heutigen Neuen Kantonsschule Aarau, wirkte die junge Mathilde Jehle zunächst in Staffelbach, dann in ihrer Geburtsstadt Rheinfelden und schliesslich in Baden als Lehrerin. Seit 1908 sass sie im Vorstand des aargauischen Lehrerinnenvereins. 1910 gewann sie einen Lehrmittelwettbewerb. 1915 arbeitete sie während elf Monaten als freiwillige Rotkreuzschwester in einem österreichisch-ungarischen Kriegslazarett. Kurz vor der Abreise hatte sie den Mediziner Erwin Lejeune, den Bruder des Theologen Robert Lejeune, geheiratet. 1916 zog das Ehepaar nach Kölliken, wo Erwin Lejeune eine allgemeine Praxis eröffnete und wo 1918 und 1921 die beiden Töchter Hanna und Elisabeth geboren wurden.
Seit den 1920er Jahren engagierte sich die Pazifistin in der Internationalen Frauenliga für Frieden und Freiheit (I.F.F.F.), die für eine weltweite Abrüstung kämpfte. Die schweizerische Sektion entfaltete unter der Leitung der initiativen Clara Ragaz-Nadig eine beachtliche Aktivität: Organisation einer Wanderausstellung, Informationsveranstaltungen über die Gefahr eines Gaskriegs, eine Kampagne gegen den Verkauf von Kriegsspielzeug. Ihren Höhepunkt erlebte die I.F.F.F. 1931/32. In der Schweiz wurde damals eine internationale Abrüstungspetition zuhanden des Völkerbunds von rund 300'000 Menschen unterschrieben. Angesichts der europaweiten Entwicklungen in den 1930er Jahren geriet das pazifistische Engagement des I.F.F.F. ins Stocken. Zunehmend rückten Fragen der Flüchtlingspolitik ins Zentrum. In diesem Zusammenhang schrieb Mathilde Lejeune-Jehle die Informationsbroschüre Menschen auf der Flucht (1940) und das Mundarttheaterstück Gsetz und Gwüsse, in dem es um die Verzweiflung eines von den Schweizer Behörden abgewiesenen jüdischen Flüchtlings geht. Das Stück wurde am 22. November 1941 im "Rössli" in Kölliken aufgeführt.

## Werke
- Aargauer Fibel. Erstes Lesebuch für Gemeindeschulen. Im Auftrag des Erziehungsrates des Kantons Aargau unter Mitwirkung der kantonalen Lehrbuchkommission verfasst von M. Jehle, Lehrerin. Bilder von Eug. Steimer. Aarau 1911/1922.
- Lesebuch für die Gemeindeschulen des Kantons Aargau: zweites Schuljahr. Zweite Auflage. Kantonaler Lehrmittelverlag, Aarau 1920.
- Vom Ausbau des Lehrerinnenseminars zu einer Mädchenberufsschule. In: Vorträge gehalten an der kantonalen Lehrerkonferenz des Kantons Aargau in Baden, am 16. September 1929. 1929.
- Rapport sur la manifestation internationale en faveur du désarmement de la Ligue internationale pour la Paix et la Liberté, Section suisse. Zürich 1932.
- Katechismus des Friedens. Hrsg.vom Schweizerischen Zweig der Internationalen Frauenliga für Frieden und Freiheit. Pazifistische Bücherstube, Zürich ≈1935.
- Menschen auf der Flucht: ein Beitrag zur Emigrantenfrage: im Auftrag des Schweizerischen Zweiges der Internationalen Frauenliga für Frieden und Freiheit . Genossenschaftsdruckerei, Zürich ≈1940.
- Gsetz und Gwüsse: e Stück us euserer Zit in vier Akte. 1941.
- Pestalozzi-Chinder: En Baustei für s’Pestalozzi-Dorf. Ein Stück für Kinder und Erwachsene in 3 Akten. Hrsg. vom Schweizer. Lehrerinnenverein. Bern 1946.
- Marie Heim-Vögtlin, 1845–1916. In: Argovia. Band 65, Sauerländer, Aarau 1953.
- D’Magd: Mundartschauspiel in 4 Aufzügen. Sauerländer, Aarau 1956.

## Trivia
In der Werbung für die Spionageserie "Davos 1917" wurde Mathilde Lejeune-Jehle als eines der Vorbilder für die fiktive Figur der Johanna Gabathuler bezeichnet.